# Fernando Leal
Fernando Leal Fonseca, mais conhecido como Fernando Leal (Uberaba, 24 de outubro de 1981), é um futebolista brasileiro que atua como goleiro. Atualmente joga pelo América Mineiro.

## Carreira
Começou sua carreira no Cruzeiro, depois foi para o Criciúma. Em 2006 destacou-se atuando pelo River-PI na Série C, mas foi no Ipatinga onde ele ganhou mais destaque, fazendo boas atuações, com belas defesas, o que o levou a ser contratado pelo Bahia.
Depois de duas temporadas no tricolor baiano, foi para o Mirassol em 2011, voltando a se destacar e se transferindo para o Vitória para o segundo semestre do ano.
Em 2012, ele voltou novamente para o Mirassol. Em maio, acertou com o Grêmio Barueri, no mesmo ano acertou com o Oeste. No clube do interior de São Paulo, Fernando Leal entrou para história do clube por marcar um gol de cabeça na estreia do clube na Série B de 2013 no empate de 1x1 contra o Avaí.
Em 2014, acertou com o Fortaleza.
Após poucas chances no Fortaleza, e, com proposta pra jogar na Série B, pelo América Mineiro, Fernando Leal rescindiu e acertou até o final do ano com o Coelho.

## Títulos
Cruzeiro
- Copa do Brasil: 2000

Criciúma
- Campeonato Catarinense: 2005

Oeste
- Campeonato Brasileiro de Futebol - Série C: 2012

América – MG
- Campeonato Mineiro: 2016
- Campeonato Brasileiro - Série B: 2017